# Mike Keneally
Michael Joseph Keneally (Long Island, 20 dicembre 1961) è un musicista e polistrumentista statunitense.
È noto per avere suonato con Frank Zappa, Steve Vai e Joe Satriani.

## Biografia
Si trasferisce in giovane età a San Diego e ottiene presto un discreto successo come musicista, fondando anche un gruppo, i Drop Control, divenuti poi un fenomeno di culto nella zona.
Entra nel gruppo di musicisti che accompagna Frank Zappa in occasione del tour del 1988 e si guadagna consensi dai colleghi e dagli addetti ai lavori per la facilità con cui esegue parti molto intricate, sia su tastiera che su chitarra. La sua esperienza con Zappa, tuttavia, dura poco, a causa dell'interruzione del tour e della morte dello stesso nel 1993.
Nel frattempo incide due album col figlio di Zappa, Dweezil, Confessions, del 1991, e Shampoohorn, del 1994.
Nel corso della sua carriera, Keneally ha pubblicato undici album da solista, e dal 1992 è stato ospite in diversi progetti e album di gruppi quali Yo Miles!, Wadada Leo Smith, Ulver, la Henry Kaiser, Prairie Prince, e l'ex Dixie Dregs, Andy West. Ha anche fatto parte del gruppo di Steve Vai durante diversi tour, come chitarrista e tastierista.
Nel 1998 ha interamente suonato su un album di musiche di Vai, Vai: Piano Reductions Vol. 1, riarrangiate per il pianoforte.
Nel giugno 2010 ha partecipato alle registrazioni dell'album di Joe Satriani, Black Swans and Wormhole Wizards, prendendo parte anche al relativo tour promozionale e al relativo film concerto Satchurated: Live in Montreal.
Nel 2015 partecipa alle registrazioni di un altro album di Joe Satriani, Shockwave Supernova, prendendo parte, anche in questo caso, al tour promozionale, nelle vesti di chitarrista e tastierista.

## Discografia

### Da solista
- 1992 - hat.
- 1994 - Boil That Dust Speck
- 1997 - The Tar Tapes Vol. 1
- 1998 - The Tar Tapes Vol. 2
- 1999 - Nonkertompf
- 1999 - Nonkertalk
- 2001 - Wooden Smoke
- 2001 - Wooden Smoke Asleep
- 2004 - Vai Piano Reductions, Vol. 1
- 2008 - Wine and Pickles
- 2008 - The Scambot Holiday Special
- 2009 - Scambot 1
- 2009 - Songs and Stories Inspired By Scambot 1
- 2012 - Wing Beat Fantastic Songs By Mike Keneally And Andy Partridge
- 2013 - Wing Beat Elastic: Remixes, Demos & Unheard Music
- 2013 - You Must Be This Tall
- 2013 - Live at Mama Kin
- 2013 - Free EP Volume 1
- 2013 - Free EP Volume 2
- 2014 - Dancing Demos
- 2016 - Scambot 2
- 2016 - Inkling

### Sadhappy
- 1992 - Depth Charge
- 1994 - The Good, the Bad and the Scary
- 1997 - Good Day Bad Dream
- 2005 - Outherspaces
- 2013 - Outherbasses

### Con Frank Zappa
- 1988 - Broadway The Hard Way
- 1991 - The Best Band You Never Heard in Your Life
- 1991 - Make A Jazz Noise Here
- 1991 - You Can't Do That on Stage Anymore, Vol. 4
- 1992 - You Can't Do That on Stage Anymore, Vol. 6
- 2006 - Trance-Fusion

### Con i Mistakes
- 1995 - The Mistakes

### Con i Beer for Dolphins
- 1997 - Half Alive in Hollywood
- 1998 - Sluggo!
- 2000 - Dancing
- 2000 - Dancing With Myself ... and Others

### Con i Metropole Orkest
- 2004 - The Universe Will Provide
- 2004 - Parallel Universe

### Con la Mike Keneally Band
- 2004 - Dog
- 2004 - Pup
- 2006 - Guitar Therapy Live
- 2011 - bakin' @ the potato! (CD/DVD)

### Con altri
- 1986 - Burning Bridges - Yayo (Accretions flexi-disc)
- 1987 - James Morton - Let's Make Rhythm!
- 1990 - Dweezil Zappa - Confessions
- 1991 - Buddy Blue - Guttersnipes and Zealots
- 1991 - Solomon Burke - Homeland
- 1991 - Mark DeCerbo - Baby's Not In The Mood
- 1991 - Screamin' Jay Hawkins - Black Music For White People
- 1991 - James Morton - Rock Studies For Drum Set
- 1991 - Andy Prieboy - Montezuma Was A Man Of Faith (EP)
- 1991 - Andy Prieboy - Blood and Concrete (Original Soundtrack)
- 1991 - Earl Thomas - Blue Not Blues
- 1991 - Zappa's Universe - Zappa's Universe
- 1993 - Marc Bonilla - American Matador
- 1993 - Screamin' Jay Hawkins - Stone Crazy
- 1993 - Negativland - Negativconcertland (Bootleg CD)
- 1993 - Dweezil Zappa - Shampoohorn
- 1994 - Screamin' Jay Hawkins - Somethin' Funny Goin' On
- 1994 - Jip - Glee
- 1994 - Marcelo Radulovich - Marcelo Radulovich
- 1994 - Earl Thomas - Extra Soul
- 1994 - Robert Vaughn and the Dead River Angels - Robert Vaughn and the Dead River Angels
- 1995 - Kevin Gilbert - Supper's Ready (Magna Carta Genesis tribute album compilation)
- 1995 - Matthew Lien - Bleeding Wolves
- 1995 - Stanley Snail - Tales From Yesterday (Magna Carta Yes tribute album compilation)
- 1995 - Ultra 7 - Trummerflora (Accretions compilation)
- 1995 - Z - Music For Pets
- 1996 - The Hooligans - Last Call
- 1997 - Mark Craney & Friends - Something With a Pulse
- 1997 - Faux Pas - This One's For the Children
- 1997 - The Ed Palermo Big Band - The Ed Palermo Big Band Plays the Music of Frank Zappa
- 1997 - Steve Vai - G3: Live in Concert
- 1997 - Steve Vai - Merry Axemas - A Guitar Christmas
- 1998 - Chris Opperman - Oppy Music, Vol. 1: Purple, Crayon.
- 1998 - Ultra 7 - Trummerflora 2 (Accretions compilation)
- 1998 - Steve Vai - Flex-Able Leftovers
- 1999 - James LaBrie - Keep It to Yourself
- 1999 - Marcelo Radulovich - 2 Brains
- 1999 - Neil Sadler - Theory of Forms
- 1999 - Kevin Gilbert, Stanley Snail - Tribute to the Titans (A Sampler of Great Performances from Magna Carta's Tribute Series)
- 1999 - Steve Vai - The Ultra Zone
- 2000 - Screamin' Jay Hawkins - Best of the Bizarre Sessions: 1990-1994
- 2000 - Screamin' Jay Hawkins - New Coat of Paint: Songs of Tom Waits
- 2000 - Nigey Lennon  & John Tabacco - Reinventing the Wheel
- 2000 - The Loud Family - Attractive Nuisance
- 2000 - Chris Opperman - Klavierstücke
- 2000 - The Persuasions - Frankly A Cappella - The Persuasions Sing Zappa
- 2000 - Steve Vai - The Seventh Song
- 2000 - Dweezil Zappa - Automatic
- 2001 - James LaBrie - James LaBrie's MullMuzzler 2
- 2001 - NDV (Nick D'Virgilio) - Karma
- 2001 - Trummerflora Collective - No Stars Please
- 2001 - Steve Vai - Alive in an Ultra World
- 2001 - Lyle Workman - Tabula Rasa
- 2002 - Napoleon Murphy Brock - Balls
- 2002 - Steve Vai - The Elusive Light and Sound Vol. 1
- 2002 - Andy West and Rama - Rama 1
- 2003 - Bryan Beller - View
- 2003 - Willie Oteri - Spiral Out - 2003 - Steve Vai - Mystery Tracks Archives Vol. 3
- 2003 - Steve Vai - The Infinite Steve Vai: An Anthology
- 2004 - Ossi Duri - X
- 2004 - Chris Opperman - Concepts of Non-Linear Time
- 2004 - Henry Kaiser & Wadada Leo Smith - Yo Miles! Sky Garden
- 2004 - Chain - chain.exe
- 2005 - Anthony Curtis - Book of the Key
- 2005 -Henry Kaiser & Wadada Leo Smith - Yo Miles! Upriver
- 2005 - Chris Opperman - Beyond the Foggy Highway (Live 2002 - 2004)
- 2005 - Mike Portnoy - Prime Cuts
- 2005 - Ulver - Blood Inside
- 2005 - Andy West and Rama - Drum Nation, Vol. 2
- 2007 - Various Artists - Healing Force: The Songs of Albert Ayler
- 2007 - Anthony Setola - Interstellar Appeal
- 2008 - Bryan Beller - Thanks In Advance
- 2010 - Joe Satriani - Black Swans and Wormhole Wizards
- 2011 - Todd Grubbs - Return of the Worm
- 2011 - Bryan Beller - Wednesday Night Live
- 2012 - Joe Satriani - Satchurated: Live in Montreal